# Vara de pesca

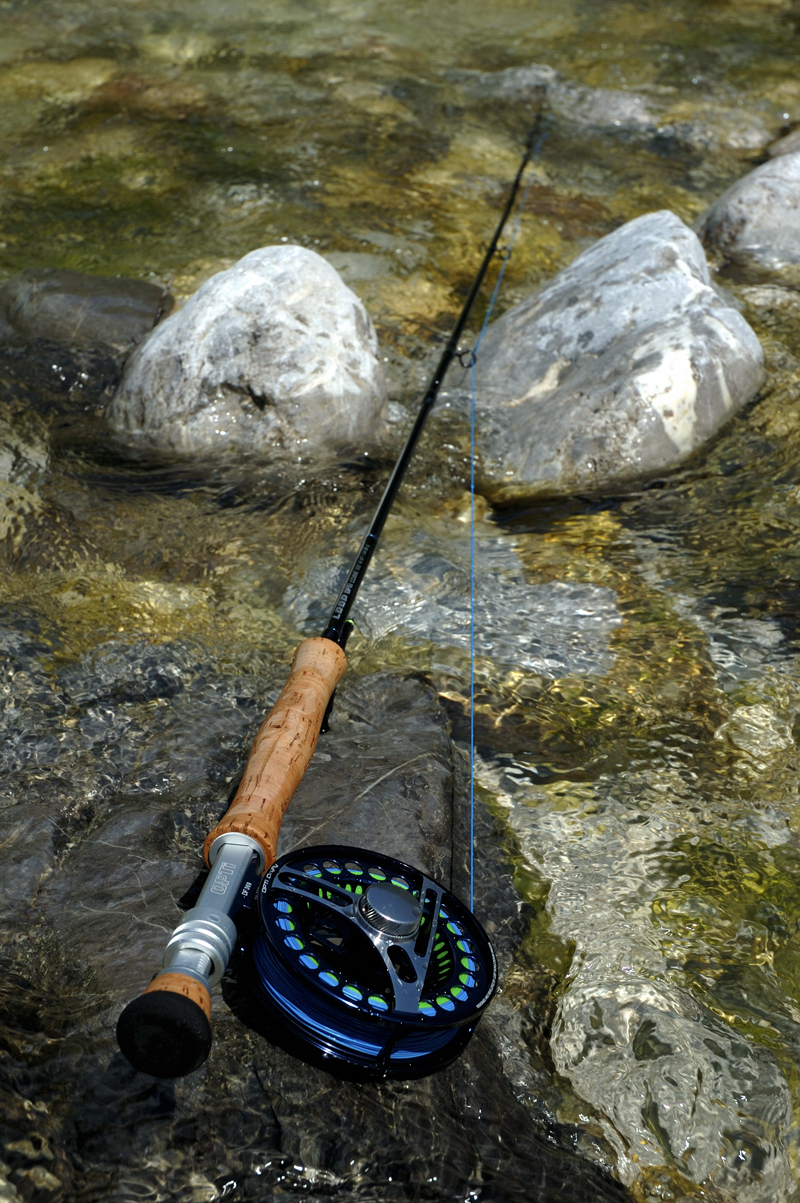
Vara de fly fishing

Vara de pesca ou cana de pesca é um equipamento de pesca, geralmente constituído de um tronco de cone oco e afilado feito por materiais leves, flexíveis, tal como fibras de vidro ou carbono, grafite ou até bambu, cujo comprimento pode variar de 18 polegadas (45,7 centímetros) a 20 pés (6,10 metros).